# دون ميلز
دون ميلز (بالإنجليزية: Don Mills)‏ (17 أغسطس 1928 في المملكة المتحدة - 1994) هو لاعب كرة قدم بريطاني في مركز مهاجم داخلي. لعب مع كارديف سيتي وكوينز بارك رينجرز وليدز يونايتد ونادي توركي يونايتد.